# Filipeștii de Târg
Filipeștii de Târg is een Roemeense gemeente in het district Prahova.
Filipeștii de Târg telt 8146 inwoners.